# Ким Югём
Ким Югём (кор. 김유겸, кит. 金有謙; род. 17 ноября 1997 года, известный мононимно как Югём) — южнокорейский певец, танцор, автор песен и музыкальный продюсер. Является главным танцором, ведущим вокалистом и самым младшим участником южнокорейского бойбенда Got7, а также входит в состав юнита Jus2.

## Биография
Югём родился 17 ноября 1997 года в Намъянджу, провинция Кёнгидо, Южная Корея. У него в семье, помимо родителей, есть старший брат. Югём интересовался музыкой ещё с начальной школы, и очень часто повторял хореографию известных исполнителей, разучивая её самостоятельно. Видео с его танцами было показано двоюродному брату, работавшему тренером в танцевальной академии, куда Югём начал ходить, и его заметил один из сотрудников JYP Entertainment. Официально он стал трейни агентства в конце 2010—начале 2011 года.
Югём обучался в старшей школе искусств Ханлим.

## Карьера
Got7 дебютировали 14 января 2014 года с синглом «Girls Girls Girls» с дебютного мини-альбома Got It?. 12 января 2015 года состоялась премьера первой серии веб-дорамы «Рыцарь мечты» производства JYP Entertainment, где в главных ролях снялись все участники группы. Осенью 2016 года Югём стал участником шоу «Зажги сцену» (англ. Hit The Stage), где приняли участие главные танцоры популярных айдол-групп, и впоследствии одержал победу.
C марта 2016 года Югём также был зарегистрирован в реестре авторов JYP после написания лирики к композиции «빛이나 (See The Light)» с альбома Flight Log: Departure.

## Личная жизнь
Югём (вместе с Бэм-Бэмом) входит в «97-лайн» (айдолы, родившиеся в 1997 году), и близко дружит с Чонгуком (BTS), Мингю, Диэйтом и Докёмом (Seventeen), Ыну (Astro) и Чжэхёном (NCT).

## Авторство в написании песен
Вся информация взята с официального сайта JYP Publishing.
| Название                  | Год  | Альбом                  |
| ------------------------- | ---- | ----------------------- |
| «빛이나 (See The Light)»  | 2016 | Flight Log: Departure   |
| «Encore»                  | 2016 | JYP Nation Concert 2016 |
| «노잼 (No Jam)»           | 2016 | Flight Log: Turbulence  |
| «Let Me Know»             | 2016 | Hey Yah                 |
| «양심없이 (Don't Care)»   | 2017 | Flight Log: Arrival     |
| «내게 (To Me)»            | 2017 | 7 for 7                 |
| «97 YOUNG & RICH»         | 2017 | Turn Up                 |
| «우리 (Us)»               | 2018 | Eyes on You             |
| «No One Else»             | 2018 | Present: You            |
| «Fine»                    | 2018 | Present: You            |
| «WOLO»                    | 2018 | Present: You & Me       |
| «25 (Jinyoung & Yugyeom)» | 2019 | I Won’t Let You Go      |
| «Focus On Me»             | 2019 | Focus                   |
| «Love Talk»               | 2019 | Focus                   |
| «Long Black»              | 2019 | Focus                   |
| «吐息»                    | 2019 | Focus                   |
| «1°»                      | 2019 | Spinning Top            |
| «Crash & Burn»            | 2019 | Call My Name            |
| «Poison»                  | 2020 | Dye                     |

## Фильмография
| Год  |   | Русское название | Оригинальное название | Роль               |
| ---- | - | ---------------- | --------------------- | ------------------ |
| 2015 | с | Рыцарь мечты     | Dream Knight          | В роли самого себя |

### Реалити-шоу
| Год  | Название              |
| ---- | --------------------- |
| 2013 | «WIN: Кто следующий?» |
| 2016 | «Зажги сцену»         |

### Комментарии
1. ↑  Японская версия Focus.